# Garhi Pukhta
Garhi Pukhta es un pueblo y nagar Panchayat situado en el distrito de Shamli en el estado de Uttar Pradesh (India). Su población es de 11748 habitantes (2011). 

## Demografía
Según el censo de 2011 la población de Garhi Pukhta era de 11748 habitantes, de los cuales 6297 eran hombres y 5451 eran mujeres. Garhi Pukhta tiene una tasa media de alfabetización del 58,96%, inferior a la media estatal del 67,68%: la alfabetización masculina es del 69,49%, y la alfabetización femenina del 47,05%.